# Adam Sharpe
Adam Sharpe (ur. 12 września 1984 roku w Londynie) – brytyjski kierowca wyścigowy.

## Kariera
Sharpe rozpoczął karierę w międzynarodowych wyścigach samochodowych w 2000 roku od startów w T Cars, gdzie został sklasyfikowany na siódmej pozycji. W późniejszych latach Brytyjczyk pojawiał się także w stawce Bathurst 24 Hour Race, British GT Championship, Brytyjskiej Formuły 3, American Le Mans Series, Le Mans Endurance Series, 24-godzinnego wyścigu Le Mans, V8 Supercars, Le Mans Series, 24h Nürburgring, Dutch Supercar Challenge, Britcar Silverstone 24hr oraz Dunlop 24H Dubai.